# Carlo della Torre

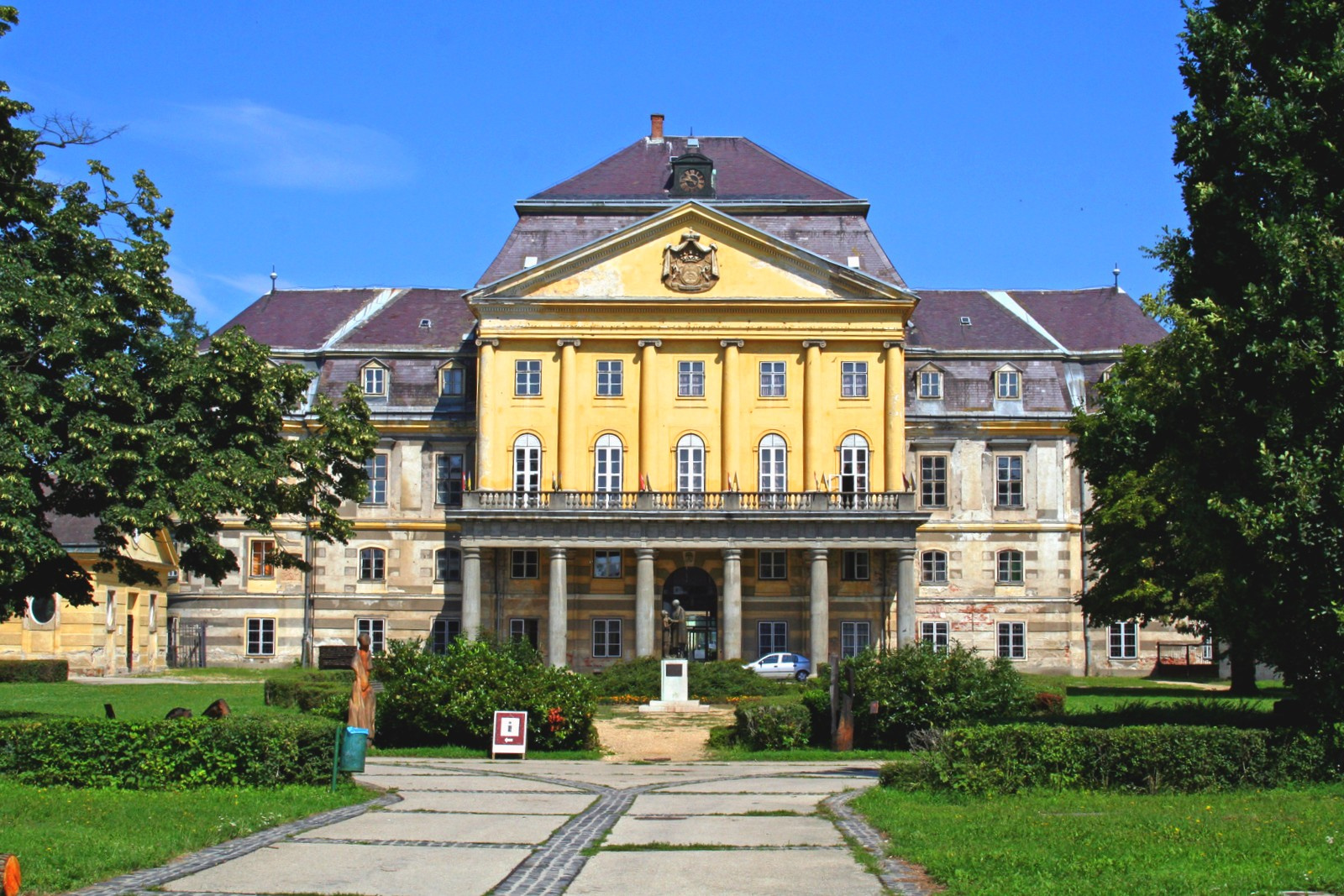
Batthyány-Schloss in Körmend

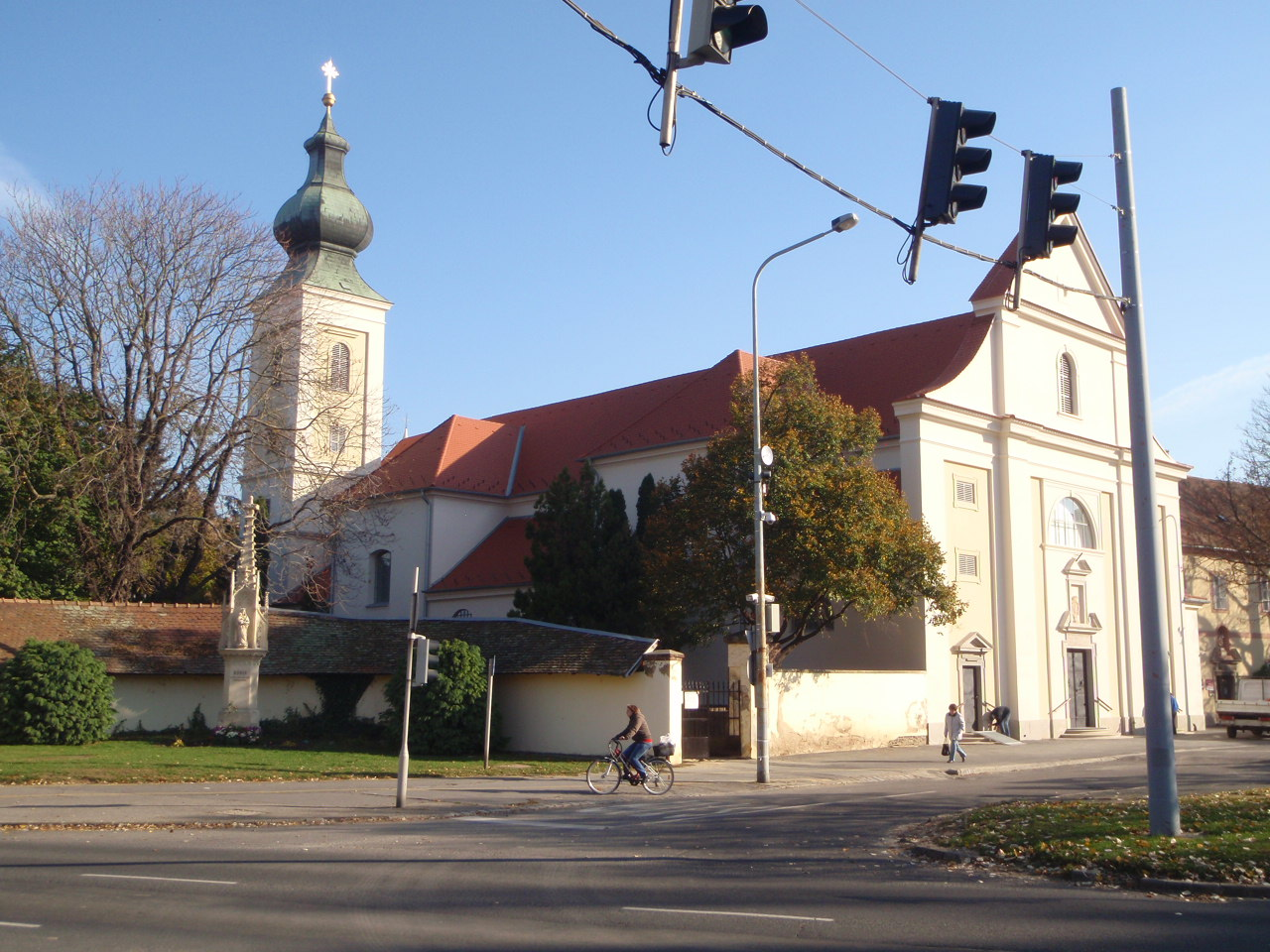
Dominikanerkirche St. Martin in Szombathely

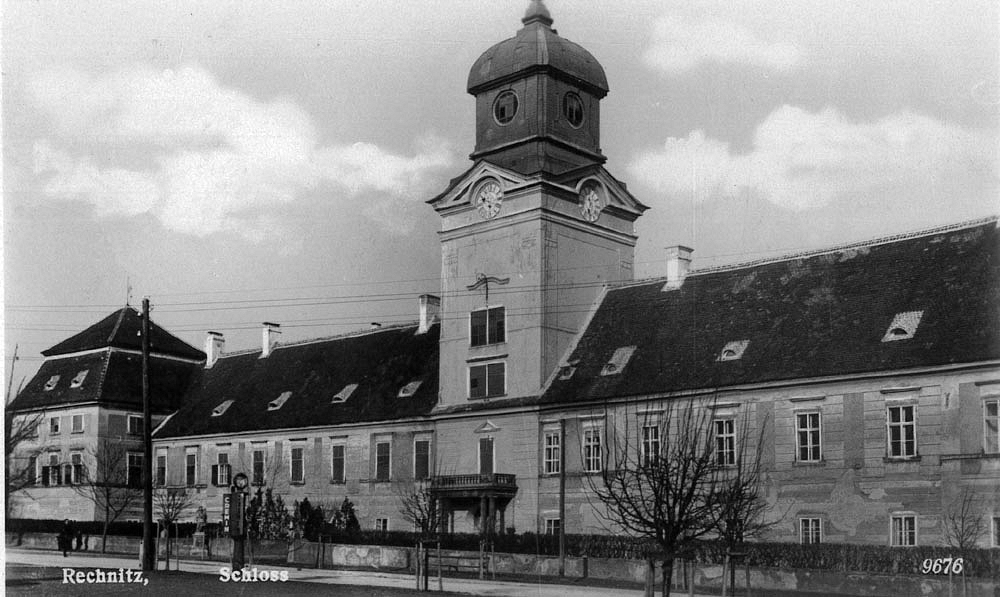
Schloss Rechnitz, vor 29. März 1945 völlig zerstört

Carlo della Torre (* in Mendrisio, Kanton Tessin, Schweiz; † nach 1675) war ein Architekt und Baumeister des Barock.

## Leben und Werke

### Architekt der Familie Batthyány
Carlo della Torre leitete ab 1646 alle größeren Bauten von Ádám Batthyány, teilweise nach eigenen Plänen, und wurde 1652 fest angestellt. Er war nach Giovanni Battista Orsolino, Simone Retacco und Filiberto Lucchese der vierte italienische Meister unter den führenden Architekten Adams I. Batthyány in drei Jahrzehnten Baugeschichte.

#### Burgschloss Körmend
Adam I. Batthyány hatte 1625 die Herrschaft Körmend erworben. Die Anlage wurde mehrmals umgebaut, 1650 nach Plänen des Militäringenieurs Filiberto Lucchese, auf deren Grundlage Baumeister Carlo della Torre die Arbeiten leitete. Der festungsähnliche Bau verwandelte sich in ein Schloss.

#### Dominikanerkirche St. Martin in Steinamanger, Westungarn
1638 war Baubeginn für die heutige, dreischiffige Kirche in Szombathely. Die Arbeiten wurden dank der finanziellen Hilfe der Gräfin Elisabeth Erdődy, eine geborene Batthyány zwischen 1668 und 1674 nach den Plänen von Carlo della Torre weitergeführt und abgeschlossen.
Elisabeth Batthyány wurde 1670 als Stifterin der Kirche ihr Wappen über dem Portal gewidmet, Planung Carlo della Torre.

#### Schloss Batthyány–Rechnitz/Rohonc var
Der ungarische Adelige Ádám Batthyány ließ nach 1648 in mehreren Bauphasen ein Renaissanceschloss in Rechnitz errichten. Mehrere Baumeister waren am Riesenbau beteiligt: Carlo della Torre, Jacopo della Strada, Filiberto Lucchese in Kooperation mit Johann Schreiner.
Es wird berichtet, dass der mit Adams II. Witwe, Eleonora Batthyány, befreundete Prinz Eugen sich mehrmals in Rechnitz aufhielt und den Hofbaumeister Johann Lucas von Hildebrandt mitbrachte, der an der Verschönerung des Schlosses beteiligt gewesen sein soll.
1652 ist er am Bau der Schlosskapelle dokumentiert. Dieses barocke Stadtschloss wurde im Zweiten Weltkrieg in Brand geschossen und abgetragen. Erhalten ist nur mehr ein Teil der Basteimauer.

#### Pfarrkirche Rechnitz Hl. Katharina
Graf Ádám Batthyány unterzeichnete am 23. Juni 1657 einen Vertrag in italienischer Sprache mit Baumeister Carlo della Torre, er ließ für 1900 Gulden eine neue Kirche bauen.
Nach dem Tod des Grafen schlossen seine Söhne am 1. Juli 1659 einen neuen Vertrag mit dem Meister, der praktisch mit dem von 1657 identisch war. Der Lohn stieg auf 2000 Gulden. Das Gebäude wurde 1677 fertiggestellt.

### Meister Carli
Der Historiker Tibor Koppány ordnet den „Baumeister Carli“, der für Adam I. Batthyány in der Paulanerkirche in Schlaining ein Gewölbe baut, dem Carlo della Torre zu.

## Anmerkung
Im hundert Kilometer entfernten Győr arbeitete von 1634 bis 1658 Architekt Bartolomeo della Torre mit seinem Sohn Giacomo am Bau der St. Ignatiuskirche und Kloster.